# Schuhzurichtung
Mit einer Schuhzurichtung ist in erster Linie eine orthopädische Schuhzurichtung gemeint, die ein Orthopädieschuhmacher oder Orthopädietechnik-Mechaniker durchführt. Bei den orthopädischen Schuhzurichtungen wird ein vorhandener Konfektionsschuh so gestaltet, dass Fußbeschwerden gemindert oder beseitigt werden.
Eine orthopädische Schuhzurichtung ist in den meisten Fällen in der gesetzlichen Krankenversicherung erstattungsfähig. Sie sind im Hilfsmittelverzeichnis erfasst und beschrieben sie sind in der Produktgruppe 31 Schuhe hinterlegt:
- Arbeiten am Absatz (Hilfsmittelnummer: 31.03.04.0XXX)
- Arbeiten zur Schuherhöhung (Hilfsmittelnummer: 31.03.04.1XXX)
- Arbeiten an der Sohle (Hilfsmittelnummer: 31.03.04.2XXX)
- Arbeiten zur Entlastung, Stützung, Polsterung und Schaftveränderung

## Arbeiten am Absatz
- Einseitige Absatzverlängerung
- Einseitige Absatzverbreiterung
- Keilabsatz
- Abrollabsatz
- Anbringen eines vorhandenen Schuhbügels

## Arbeiten zur Schuherhöhung
- Verkürzungsausgleich am Absatz (innen oder außen)
- Verkürzungsausgleich im Sohlen und Absatzbereich
- Einseitige Sohlenranderhöhung (innen- oder außenseitig)
- Entfernung einer Schuherhöhung

## Arbeiten an der Sohle
- Rolle mit rückversetztem Auftritt (Zehen-, Ballen-, Mittelfuß-, Richtungs- und Tintenlöscherrolle)
- Ausgleichsrolle für die Gegenseite
- Schmetterlingsrolle mit Absatzangleichung
- Schmetterlingsrolle mit zusätzlicher Weichbettung der Mittelfußköpfchen

## Arbeiten zur Entlastung, Stützung, Polsterung und Schaftveränderung
- Einarbeitung einer Stufenentlastung
- Einarbeitung einer Haglundfersenentlastung oder Vorfußrückenpolster
- Schuhbodenversteifung
- Schuhbodenverbreiterung
- Ein- oder zweiseitige Schaftversteifung
- Anbringen von Klett-, Reiß- oder Schnallenverschlüssen